# 渡辺房男
渡辺房男（わたなべ ふさお、1944年 - ）は、日本の作家。
山梨県甲府市生まれ。東京大学文学部仏文科卒業。NHKディレクターを経て、NHKエンタープライズプロデューサーとなる。NHK在職中の1999年、『桜田門外十万坪』で第23回歴史文学賞を受賞し、さらに同年、「指」で第18回世田谷文学賞（小説部門）を受賞する。2001年には『ゲルマン紙幣一億円』で第１５回中村星湖文学賞を受賞した。 2009年NHK退社。

## 受賞歴
- 1999年　『桜田門外十万坪』で第23回歴史文学賞[2]
- 1999年　『指』で第１８回世田谷文学賞[2]
- 2001年　『ゲルマン紙幣一億円』で第１５回中村星湖文学賞[2]

## 著書
- 『桜田門外十万坪』（新人物往来社　1999年）
- 『ゲルマン紙幣一億円』（講談社、2000年）のち日経ビジネス人文庫
- 『金目銀目五万両』（新人物往来社、2001年）
- 『われ沽券にかかわらず』（講談社、2003年）
- 『インサイダー』（幻冬舎、2004年）
- 『東京秘図　西南の役異聞』（新人物往来社、2005年）
- 『円を創った男　小説・大隈重信』（文藝春秋、2006年）のち文庫
- 『脱税許すまじ』（日本放送出版協会　2006年）
- 『命に値段つけます』（実業之日本社　2007年）
- 『お金から見た幕末維新　財政破綻と円の誕生』（祥伝社新書、2010年）
- 『儲けすぎた男　小説・安田善次郎』（文藝春秋、2010年）文春文庫、2013年
- 『日本銀行を創った男　小説・松方正義』（文藝春秋、2012年）
- 『指の紋章』（AC Books、2013年）
- 『命の値段 生命保険を創った男たち 』（実業之日本社文庫　2014年）
- 『黄金の糸　幕末甲州金始末』（実業之日本社　2014年）
- 『大久保利通　わが維新、いまだ成らず』（実業之日本文庫　2018年）

## 参考
- 文藝年鑑2007